# Condado de Szczytno
Condado de Szczytno (polaco: powiat szczycieński) é um powiat (condado) da Polónia, na voivodia de Vármia-Masúria. A sede do condado é a cidade de Szczytno. Estende-se por uma área de 1933,1 km², com 69 511 habitantes, segundo os censos de 2005, com uma densidade 35,96 hab/km².

## Divisões admistrativas
O condado possui:
Comunas urbanas: Szczytno
Comunas urbana-rurais: Pasym
Comunas rurais: Dźwierzuty, Jedwabno, Rozogi, Szczytno, Świętajno, Wielbark
Cidades: Szczytno, Pasym

## Demografia
População (dados de 30 de Junho de 2005):
|          | Total   | Total | Mulheres | Mulheres | Homens  | Homens |
| -------- | ------- | ----- | -------- | -------- | ------- | ------ |
|          | pessoas | %     | pessoas  | %        | pessoas | %      |
| Total    | 69 511  | 100   | 35 065   | 50,4     | 34 446  | 49,6   |
| Cidades  | 28 444  | 100   | 14 825   | 52,1     | 13 619  | 47,9   |
| Povoados | 41 067  | 100   | 20 240   | 49,3     | 20 827  | 50,7   |